# 中央军委国际军事合作办公室综合局
中央军委国际军事合作办公室综合局，位于北京市，是中央军事委员会国际军事合作办公室下属局，负责该办公室综合业务。

## 沿革
在深化国防和军队改革中，2016年1月组建中央军事委员会国际军事合作办公室。中央军委国际军事合作办公室新设中央军委国际军事合作办公室综合局。

## 历任领导
| 中央军委国际军事合作办公室综合局局长 | 中央军委国际军事合作办公室综合局副局长 - 陈立业 大校（2016年—） |